# PJ DeBoy

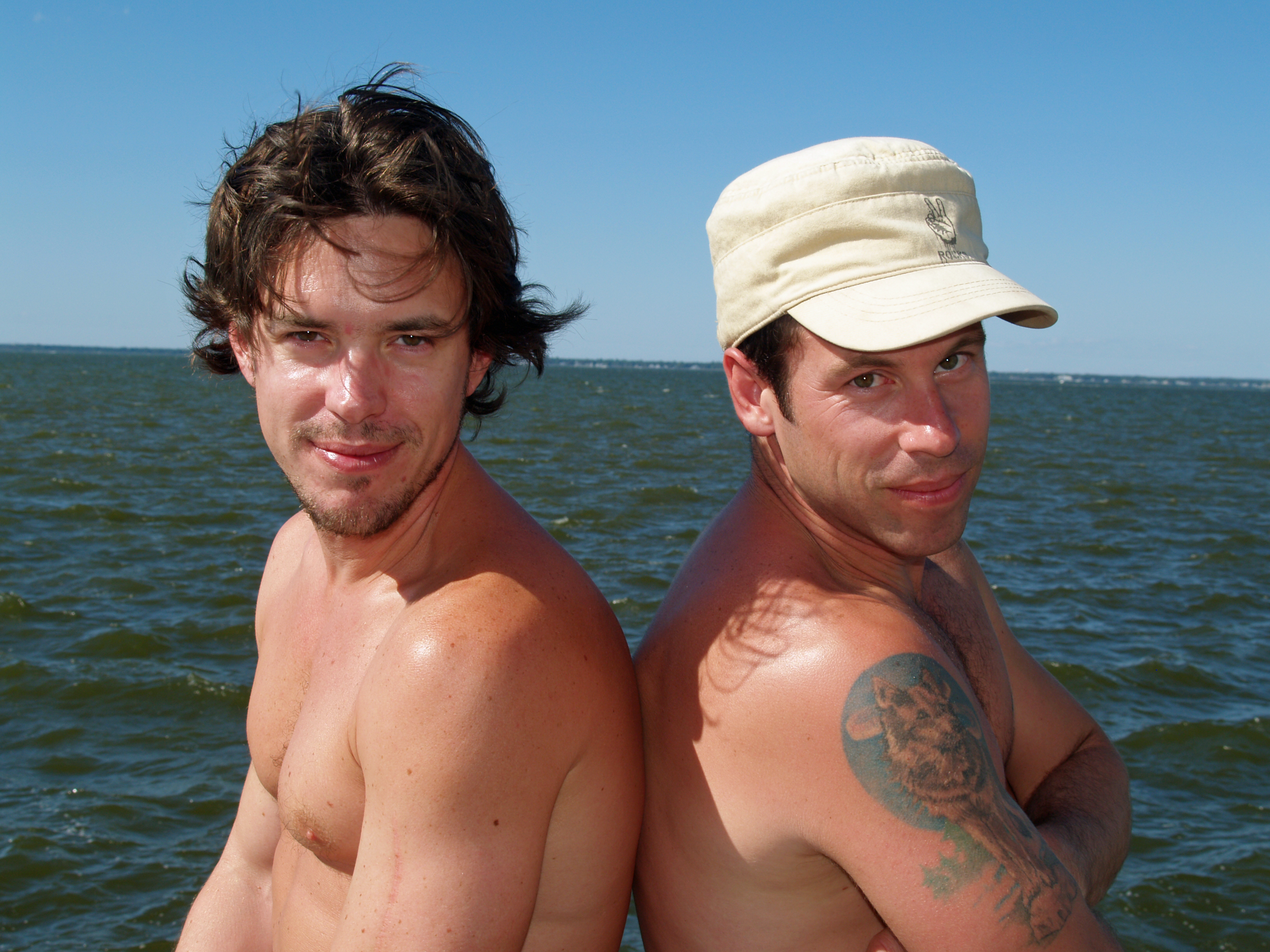
Z Paulem Dawsonem w 2008 roku w rezydencji Michaela Lucasa (fotografia David Shankbone)

Paul J. „PJ” DeBoy (ur. 7 czerwca 1971 w Baltimore) – amerykański aktor filmowy i telewizyjny, osobowość telewizyjna.

## Życiorys
Urodził się w Baltimore w stanie Maryland. Karierę rozpoczął w Nowym Jorku, gdzie przeprowadził się w wieku dwudziestu dwóch lat, i gdzie występował z popularną drag queen Miss Coco Peru oraz duetem kabaretowym Kiki and Herb. Mieszkał w dzielnicy Greenwich Village.
W 1998 roku przeniósł się do Toronto, gdzie prowadził show Locker Room na stacji LGBT OUTtv (wówczas pod nazwą PrideVision TV) i emitowany późną nocą program Last Call, a także wziął udział w kilku filmach fabularnych, jak Cal do szczęścia (Hedwig and the Angry Inch, 2001) czy DoUlike2watch.com (2003).
W 2004 roku wystąpił gościnnie w kolejnym sezonie serialu gejowskiego Queer as Folk, jako randka Emmetta, jednego z bohaterów. Tego roku powrócił do Nowego Jorku wraz ze swoim partnerem, aktorem Paulem Dawsonem, z którym wspólnie tam mieszka.
Za rolę w drugim filmie Johna Camerona Mitchella Shortbus, został wraz z innymi członkami obsady filmu wyróżniony nominacją do nagrody Gotham w kategorii Najlepszy zespół aktorski w 2003 roku.

## Filmografia
- 1997: Nick and Jane jako gitarzysta
- 2003: DoUlike2watch.com (TV) jako Will
- 2004: Queer as Folk jako złudzenie Emmetta
- 2005: The In-Betweens of Holly Malone jako Don
- 2006: Shortbus jako Jamie
- 2006: SexTV w roli samego siebie
- 2007: Locker Room w roli samego siebie